# Alex Strangelove
Alex Strangelove è un film del 2018, scritto e diretto da Craig Johnson e interpretato da Daniel Doheny, Antonio Marziale, Joanna Adler, William Ragsdale e Isabella Amara. La pellicola è stata presentata in anteprima mondiale al San Francisco International Film Festival il 14 aprile 2018. Successivamente, il film è stato distribuito venerdì 8 giugno 2018 sulla piattaforma di streaming Netflix, in tutti i territori in cui il servizio è disponibile.

## Trama
Alex Truelove è uno studente modello; ha una media del nove a scuola, è rappresentante di istituto e ha già programmato il suo futuro. Da otto mesi è fidanzato con la ragazza che prima era la sua migliore amica, Claire, con la quale vuole perdere la verginità, ma ogni volta non se la sente e si tira indietro. 
Quando i suoi amici scoprono questa cosa ed iniziano a prenderlo in giro, decide di prenotare una stanza in hotel per il sabato seguente.
Quella sera Alex conosce Elliot (gay dichiarato), i due si trovano subito bene, iniziano a sentirsi e a fare delle uscite, questo scombussola Alex e lo porta ad avere dei dubbi sulla sua sessualità.
Finalmente arriva il tanto atteso sabato, ma Alex, durante il rapporto, inizia a sentirsi strano e dopo l'affermazione di provare dei sentimenti verso qualcun altro, Claire lo caccia via. Gli amici, vedendo Alex giù di morale, lo convincono ad uscire e ad andare ad una festa. Alex è sconvolto da tutto e, ormai ubriaco, sale in una stanza con una ragazza, ma non riesce ad avere un'erezione. In quel momento entra Claire, che era decisa a scoprire chi fosse l'altra persona. Dopo aver visto quella scena, Claire scappa e Alex decide di seguirla, ma nel mentre trova un rospo (perso precedentemente ad una festa), quindi decide di catturarlo.
Inseguendolo cade in una piscina e in quel momento capisce di essere sempre stato omosessuale, ma di averlo sempre negato, persino a se stesso.
Claire lo trova a bordo della piscina e lo riporta a casa. Dopo aver parlato un po', i due decidono di andare comunque insieme al ballo. Arrivati al ballo Claire a un certo punto lo lascia dicendogli che ha un appuntamento con un'altra persona, infatti poco dopo si presenta a braccetto con Elliot. Alex però si sente a disagio sotto gli occhi di tutti e si rifugia in bagno. Elliot decide di andarsene via, ma prima che sia troppo tardi Alex lo raggiunge e, baciandolo, gli prova che non gli importa più il pensiero degli altri.

## Produzione
Nel maggio 2016, è stato annunciato che Craig Johnson avrebbe scritto e diretto il film, con Jared Goldman, Ben Stiller e Nicholas Weinstock che avrebbero prodotto il film, sotto la Red Hour Films. STX Entertainment avrebbe distribuito il film. Nell'aprile 2017, Netflix ha acquisito il film. Nello stesso mese, Daniel Doheny si è unito al cast del film. Nel giugno 2017, Nik Dodani e Antonio Marziale si sono uniti al cast del film.

## Riprese
Le riprese principali sono incominciate a maggio 2017.

## Distribuzione
Il film è stato presentato in anteprima mondiale al San Francisco International Film Festival il 14 aprile 2018. Il film è stato distribuito in tutto il mondo da Netflix venerdì 8 giugno.

## Accoglienza

### Critica
Su Rotten Tomatoes, il film ha un indice di gradimento dell'81% basato su 26 recensioni e una valutazione media di 6,1/10. Su Metacritic, il film ha un punteggio di 62 su 100, basato sulla recensione di 10 critici, indicando "recensioni generalmente favorevoli".